# الفصل (وشحة)

تعديل مصدري - تعديل

الفصل هي إحدى قرى عزلة بني رزق بمديرية وشحة التابعة لمحافظة حجة، بلغ تعداد سكانها 74 نسمة حسب تعداد اليمن لعام 2004.